# Seven Hate
Seven Hate est un groupe français de punk rock, originaire de Poitiers. Il est l'un des groupes phares du mouvement punk rock mélodique en France. Séparés en décembre 2003, ils se reforment en 2015.

## Biographie
Seven Hate se forme en 1992 à Poitiers. Le groupe est considéré, avec Burning Heads, comme l'un des précurseurs du punk rock mélodique français. Deux ans après son lancement, le groupe publie son premier album studio, The Weaning Day, en 1994. Il suit de quatre albums dont Homegrown (1996), Budded (1997), Is this Glen ? (1999), et Some Fourteen or More Things Seven Hate Never Dared to Tell You (2000). Ils effectuent plusieurs tournées dans de nombreuses salles de France, mais aussi en Italie, Espagne et Suisse. En 1998, le bassiste Nico quitte le groupe et est remplacé par Greg. 
Le groupe annonce sa séparation en décembre 2003. Ils tournent une dernière fois en France entre le 20 octobre et le 15 décembre 2003. En 2004, le groupe est inclus dans la compilation Punk Rock Invasion, publiée par Diskrete Music le 28 septembre ; il fait participer entre autres Uncommonmenfrommars, The Travoltas, et Homeboys. En 2005, un album hommage au groupe intitulé Last Exit to Poitiers, a Tribute to Seven Hate.
En octobre 2014, Seven Hate annonce sa reformation en mai 2015 pour une tournée nationale. La tournée débute le 7 mai 2015 à Limoges, pour se terminer le 23 mai à Parthenay. Le groupe effectue un nouveau retour scénique en 2018 à l’occasion du Hellfest.

## Membres

### Derniers membres
- Stéphane - guitare (1992–2003, 2015, 2018)
- Jean-Marc - guitare (1992–2003, 2015, 2018)
- Sébastien - batterie, chant (1992–2003, 2015, 2018)

### Anciens membres
- Greg - Basse (1998-2003)
- Nico - Basse (1994-1998)
- Manu - basse (1992-1994)

## Discographie

### Albums studio
- 1994 : The Weaning Day
- 1995 : Homegrown
- 1997 : Budded
- 1999 : Is this Glen ?
- 2000 : Some Fourteen or More Things Seven Hate Never Dared to Tell You
- 2002 : Matching the Profile

### Album hommage
- 2005 : Last Exit to Poitiers, a Tribute to Seven Hate (feat: UNCOMMONMENFROMMARS, FLYING DONUTS, SLEEPERS, DEAD POP CLUB, EPILEPTIC, LIQUID TEAM, HOMEBOYS, GLITTERMUGS, CRASH TASTE, and more…)

## Documentaire
- [vidéo] The Last Ride - documentaire de 52 min. réalisé par JiF lors de la dernière tournée du groupe